# Lilla Arvidsträsket
Lilla Arvidsträsket är en sjö i Älvsbyns kommun i Norrbotten och ingår i Piteälvens huvudavrinningsområde. Sjön har en area på 0,253 kvadratkilometer och ligger 132,1 meter över havet. Lilla Arvidsträsket ligger i Piteälven Natura 2000-område. Sjön avvattnas av vattendraget Borgforsälven.

## Delavrinningsområde
Lilla Arvidsträsket ingår i det delavrinningsområde (728507-173027) som SMHI kallar för Inloppet i Inre Arvidsträsket. Medelhöjden är 205 meter över havet och ytan är 10,16 kvadratkilometer. Räknas de 15 avrinningsområdena uppströms in blir den ackumulerade arean 127,73 kvadratkilometer. Borgforsälven som avvattnar avrinningsområdet har biflödesordning 2, vilket innebär att vattnet flödar genom totalt 2 vattendrag innan det når havet efter 52 kilometer. Avrinningsområdet består mestadels av skog (80 procent). Avrinningsområdet har 0,25 kvadratkilometer vattenytor vilket ger det en sjöprocent på 2,5 procent.